# Thranius bimaculatus
Thranius bimaculatus är en skalbaggsart som beskrevs av Francis Polkinghorne Pascoe 1859. Thranius bimaculatus ingår i släktet Thranius och familjen långhorningar. Inga underarter finns listade i Catalogue of Life.